# Porębiska
Porębiska – dawna osada w Polsce, w województwie warmińsko-mazurskim, w powiecie mrągowskim, na obecnym terenie miasta Mrągowo.
Na początku XIX wieku na wcinającym się w wody jeziora Czos Półwyspie Czterech Wiatrów istniały zabudowania dworskie zwane Porembischken lub Klein Porembischken, które obejmowały dwa budynki mieszkalne. W połowie XIX wieku miejscowość była wymieniana już jako osobny obszar dworski w powiecie Sensburg (Mrągowo), w rejencji gąbińskiej. W 1867 roku Porębiska liczyły 20 mieszkańców, a w 1871 roku miały 23 mieszkańców (4 rodziny, wyłącznie ewangelicy) w 3 domach. Pod koniec XIX wieku miejscowość została włączona do gminy miejskiej Sensburg (Mrągowo) i utraciła status oddzielnego obszaru dworskiego. W 1895 roku Porębiska zamieszkiwało 37 osób w jednym gospodarstwie, a w 1905 roku – 32 osoby w jednym gospodarstwie. 3 czerwca 1938 roku Porembischken przemianowano na Vierwinden. Po II wojnie światowej miejscowość funkcjonowała jako osada. Polska nazwa Porębiska została nadana urzędowo 30 listopada 1949 roku.
Na początku lat 30. XX wieku na półwyspie rozpoczęto organizację weekendowych szkoleń szybowcowych. W 1935 Niemieckie Sportowe Zrzeszenie Lotnicze (niem. Deutscher Luftsportverband) nabyło okoliczne tereny i rozpoczęło organizację trzytygodniowych kursów. W 1936 oddano do użytku nową szkołę z internatem. Od 1938 szkoła podlegała Narodowosocjalistycznemu Korpusowi Lotniczemu Storm 5/2. Po II wojnie światowej kontynuowano szkolenie szybowcowe na półwyspie. 31 października 1960 został powołany Wojskowy Ośrodek Kondycyjny dla Personelu Latającego na 100 miejsc, przemianowany w 1966 na Wojskowy Ośrodek Szkoleniowo-Kondycyjny w Mrągowie.